# 中华人民共和国无线电管制规定
中华人民共和国无线电管制规定是由国务院和中央军委联合发布的一部法规，目的是保障无线电管制并维护国家安全和社会公共利益。该规定于2010年8月31日由国务院总理温家宝、中央军委主席胡锦涛签署，并于2010年11月1日起施行。